# Kabinett Streibl I
Das Kabinett Streibl I bildete vom 19. Oktober 1988 bis zum 30. Oktober 1990 die Staatsregierung des Freistaates Bayern.
| Amt oder Ressort                            | Amtsinhaber(in)                                                             | Partei | Partei | Staatssekretär(in)                | Partei | Partei |
| ------------------------------------------- | --------------------------------------------------------------------------- | ------ | ------ | --------------------------------- | ------ | ------ |
| Ministerpräsident                           | Max Streibl                                                                 |        | CSU    | Wilhelm Vorndran                  |        | CSU    |
| Leiter der Staatskanzlei                    | Wilhelm Vorndran                                                            |        | CSU    |                                   |        |        |
| Justiz Stellvertretende Ministerpräsidentin | Mathilde Berghofer-Weichner                                                 |        | CSU    | Heinz Rosenbauer                  |        | CSU    |
| Inneres                                     | Edmund Stoiber                                                              |        | CSU    | Günther Beckstein Peter Gauweiler |        | CSU    |
| Finanzen                                    | Gerold Tandler                                                              |        | CSU    | Albert Meyer                      |        | CSU    |
| Unterricht und Kultus                       | Hans Zehetmair                                                              |        | CSU    | Otto Meyer                        |        | CSU    |
| Wissenschaft und Kunst                      | Wolfgang Wild bis 20.06.1989 Hans Zehetmair ab 20.06.1989, geschäftsführend |        | CSU    | Thomas Goppel                     |        | CSU    |
| Wirtschaft und Verkehr                      | August Richard Lang                                                         |        | CSU    | Alfons Zeller                     |        | CSU    |
| Ernährung, Landwirtschaft und Forsten       | Simon Nüssel                                                                |        | CSU    | Hans Maurer                       |        | CSU    |
| Arbeit und Sozialordnung                    | Gebhard Glück                                                               |        | CSU    | Barbara Stamm                     |        | CSU    |
| Landesentwicklung und Umweltfragen          | Alfred Dick                                                                 |        | CSU    | Hans Spitzner                     |        | CSU    |
| Bundes- und Europaangelegenheiten           | Georg Freiherr von Waldenfels                                               |        | CSU    | Alfred Sauter                     |        | CSU    |